# João de Portugal, Duque de Valência de Campos
João de Portugal, Duque de Valência de Campos (c. 1346/1352 – Salamanca, 1387/1400), filho do rei Pedro I de Portugal e de Dona Inês de Castro. João de Portugal era o legítimo herdeiro à coroa portuguesa durante a crise de 1383-1385. Foi Infante de Portugal e, em Castela, Duque de Valencia de Campos.

## Biografia

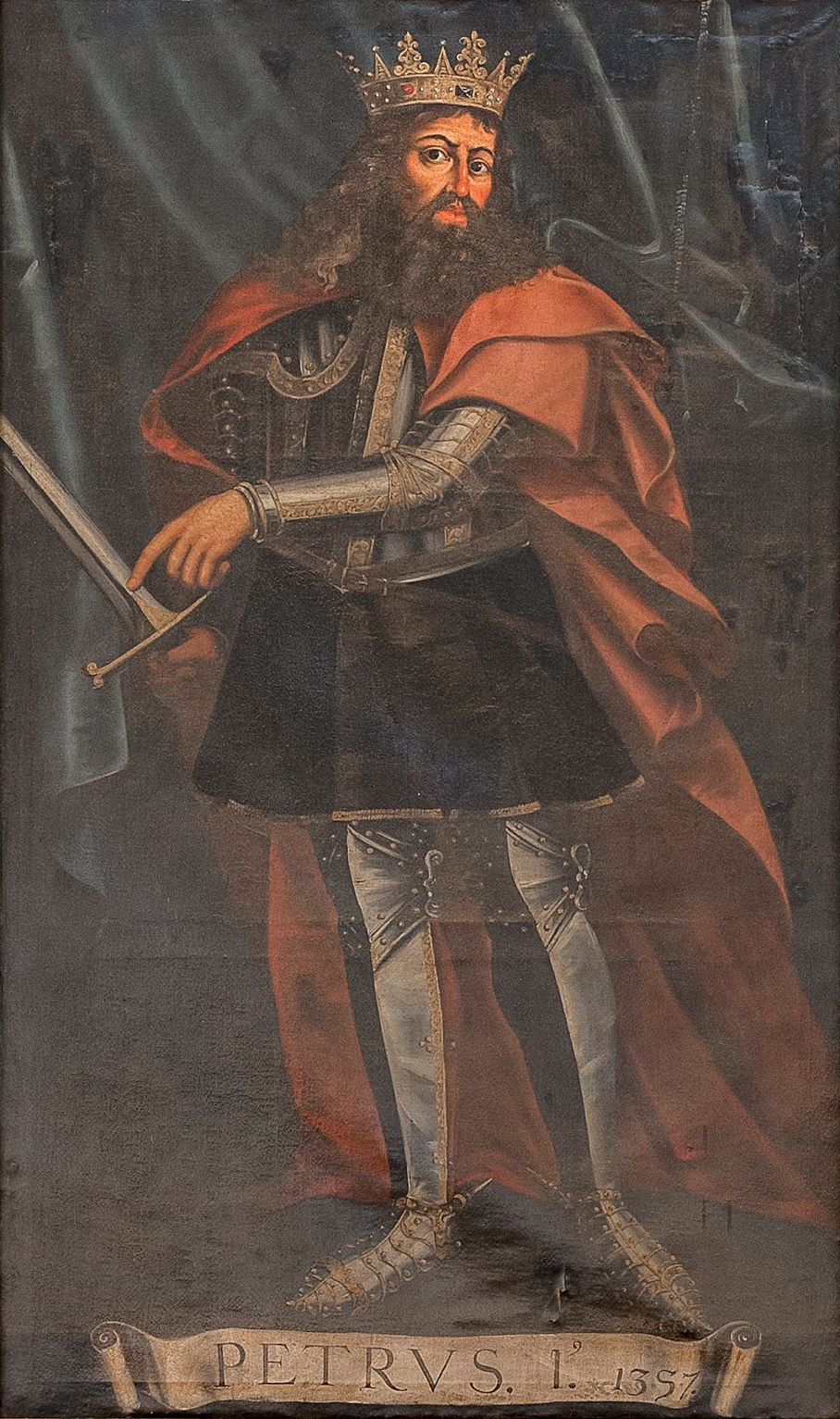
Pedro I de Portugal, pai de João de Portugal

De acordo com a declaração de Cantanhede, feita pelo rei em 12 de junho de 1360, é verdadeiro o casamento secreto do rei D. Pedro I com sua mãe, D. Inês de Castro. Nesse mesmo ano, foi feito 1.º Senhor de juro e herdade da terra e Julgado de Lafões, das vilas de Seia, Porto de Mós, Gulfar, Sátão, Penalva, Rio de Moinhos, Besteiros, Sever, Fonte Arcada, Benviver, Moimenta, Armamar, Tanha, Riba de Vizela, Figueiredo, Aguiar da Beira, Cerquiz, Oliveira do Conde e Oliveira do Bairro com suas jurisdições e rendas, todas concedidas por mercê de seu pai D. Pedro I, em Carta firmada por El-Rei, em 1360, para ele e seus descendentes. Teve, também, o Senhorio de Gouveia, que lhe deu seu irmão D. Fernando I.
Foi muito favorecido do seu pai e, em menor medida, por seu meio-irmão, o rei D. Fernando I, ao contrario de seu outro irmão D. Dinis, que teve de se desterrar.
Segundo nos informa o cronista Fernão Lopes, gozava de grande popularidade e respeito junto à população e à nobreza. Era o herdeiro indiscutível ao trono português em face da falta de varão herdeiro do rei D. Fernando I.
Casou secretamente com D. Maria Teles de Meneses, nascida c. 1337 e casada primeira vez com geração c. 1357 com D. Álvaro Dias de Sousa, uma nobre portuguesa da poderosa família dos Meneses, irmã da rainha D. Leonor Teles de Meneses e filha de D. Martim Afonso Telo de Meneses e de sua mulher Aldonça de Vasconcelos. D. João, segundo Fernão Lopes, casou «por palavras de presente», portanto dispensando o casamento público e a bênção nupcial, não se tratando assim de um casamento absolutamente legítimo. Isto terá necessariamente ocorrido entre 1376 e 1378. Em 1378, Domingos Anes Arrepiado, Cavaleiro de Santarém, teve perdão real porque andava a tratar do casamento do Infante D. João com D. Maria Teles.
Em Novembro de 1379, D. João assassinou nos seus Paços de Coimbra, a par de São Bartolomeu, D. Maria Teles, alegadamente por suspeitas de infidelidade. Mas segundo os cronistas da época, a rainha sua cunhada, D. Leonor Teles, fizera a João falsas promessas, fazendo-lhe crer tanto no adultério de sua mulher, como na promessa da mão de sua filha, a infanta Beatriz.
Foi perseguido pelos parentes da mulher e, por sua vez, obrigado pela sua segurança, deixou a Pátria, fugiu e passou para Castela, onde já se encontrava o seu irmão D. Dinis. Subiria, provavelmente, ao trono, pois era muito estimado dos portugueses pelas suas boas qualidades e génio.
Casou segunda vez com D. Constança de Castela, la Rica Hembra, Senhora de Alba de Tormes, filha natural do rei D. Henrique II de Castela e de Elvira Íñiguez de la Vega, la Corita, por cujo casamento teve, de juro e herdade, o Condado de Valência de Campos, que ficou conhecido por Valência de Don Juan, com outras terras. O seu pai, em seu Testamento de 29 de Maio de 1374, não menciona o nome de sua mãe. Em 1386 foi feito 1.º Duque de Valência de Campos.
Na altura que se encontrava exilado em Castela, na sequência de desentendimentos com a rainha D. Leonor Teles, houve uma grande batalha naval, a Batalha da ilha de Saltes, onde os portugueses foram derrotados pelos espanhóis. Vai então ao encontro dos  patrões aprisionados – muitos deles figuras destacadas de Lisboa como Gonçalo Vasques de Melo, Afonso Eanes Nogueira (das Leis), Estêvão Vasques Filipe e Gil Esteves Fariseu – para ir obter a rendição de Portugal na sua capital. Por isso, ainda durante o ano de 1381, todos eles foram forçados a acompanhar o infante na sua viagem marítima até lá. No entanto, a operação não teve qualquer sucesso, acabando a frota castelhana por ser rechaçada pelo fogo de trons e por tiros de besta logo que se aproximou da cidade.
Permaneceu em Castela até à Crise de 1383-1385, durante a qual foi um dos clamantes do reino de Portugal, em concorrência com a Princesa D. Beatriz de Portugal, D. João, Mestre de Avis, e D. João I de Castela. Mas D. João I de Castela, temendo que voltasse a Portugal e fosse certamente aclamado Rei, encerrou-o numa prisão em Salamanca.
Foi, contudo, defendido pelo Partido Legitimista-Nacionalista, chefiado por Martim Vasques da Cunha e seus irmãos durante as Cortes de Coimbra de 1385. A alta nobreza defendia a sua nomeação como o legítimo pretendente ao trono.
O Partido Nacionalista, liderado pelo Mestre de Avis, expugnava a hipótese de D. João e de D. Dinis (filhos de D. Pedro e D. Inês de Castro) serem os preteridos ao trono, adotando como fundamento para tal posicionamento os boatos de que por alturas das guerras entre D. Fernando I (seu meio irmão, pela parte do pai) contra o rei de Castela, teriam lutado contra Portugal. Assim como adotou a oportuna tese da "violação" do tratado de Salvaterra de Magos por parte de D. João I de Castela para dar início à "resistência à invasão castelhana", João I de Avis também adota a oportuna tese da "traição à pátria portuguesa" por parte de João de Portugal, para assim consolidar a escolha de seu nome ao trono.
Faleceu em Salamanca, em 1387 ou em 1400, onde foi sepultado no Mosteiro de Santo Estêvão.

## Casamentos e descendência
Do seu primeiro casamento com D. Maria Teles de Meneses (m. 1379), filha de Martim Afonso Telo de Meneses e de sua mulher Aldonça Anes de Vasconcelos, teve um único filho: 
- D. Fernando de Portugal, depois Fernando de Eça (n. 1378), 1.º Senhor de Eça, de quem descende a família de Eça.

Do seu segundo casamento com D. Constança de Castela (c. 1360 - ?), Senhora de Alba de Tormes, teve duas filhas: 

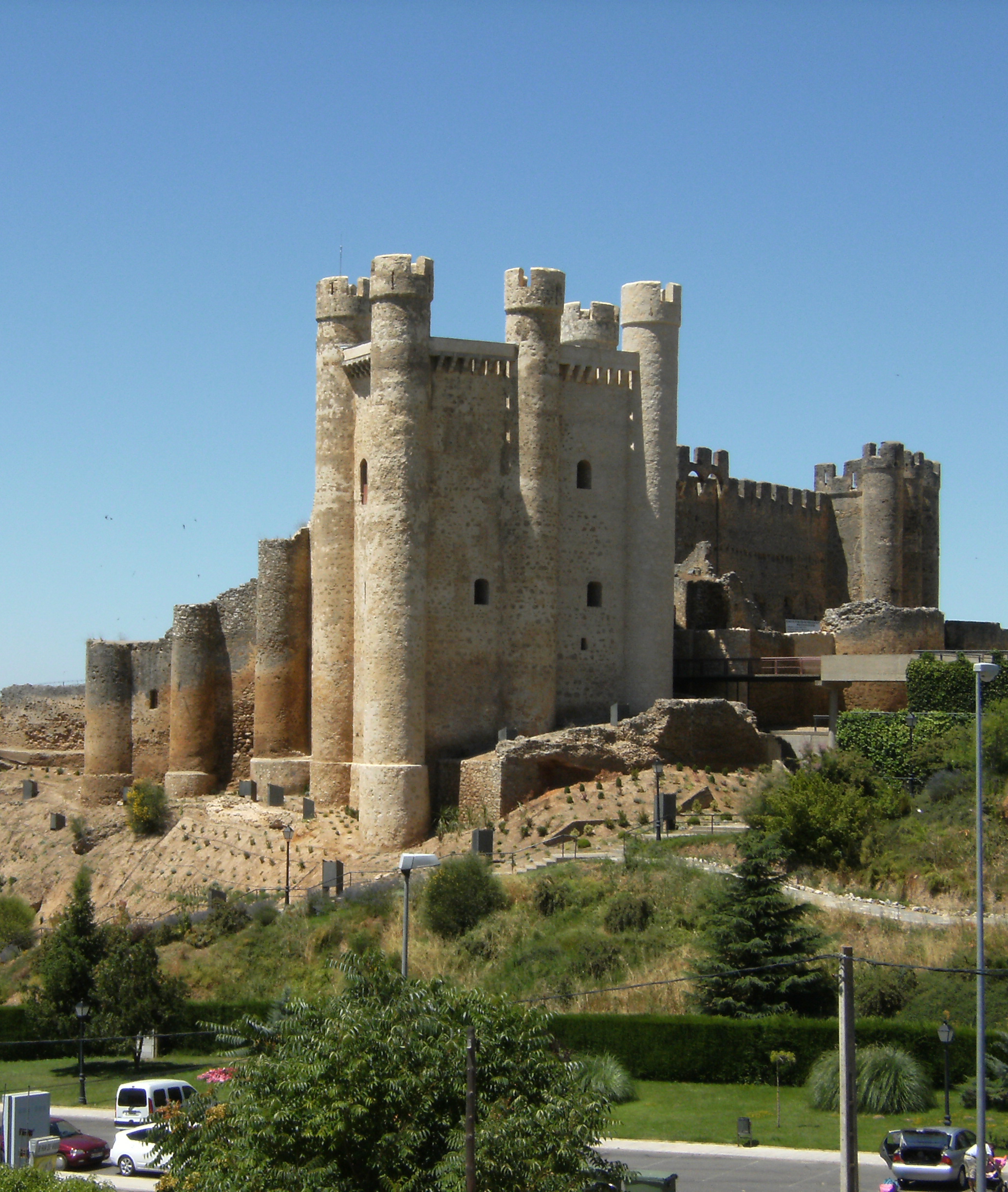
Castelo de Valencia de Don Juan (Espanha)

- D. Maria de Portugal (1381 - d. 1433), Senhora de Valência de Campos, de quem descende a família castelhana de Acuña (em português seria da Cunha), Condes de Valencia de Don Juan (título Castelhano - Condado de Valencia de Don Juan), ao ter casado c. 1396 com Martim Vasques da Cunha (c. 1357 - 1417) (precisamente o principal partidário português do seu sogro, referido em cima), filho de Vasco Martins da Cunha, 7.º senhor de Tábua;
- D. Beatriz de Portugal (1382 - Novembro de 1446),[3] casada com Pero Niño, 1.º conde de Buelna em 1431, com geração feminina.

De uma mulher desconhecida foi pai de:
- D. Afonso da Guerra, depois Afonso de Cascais (nascido em 1370 - Zamora, Agosto de 1441). Do seu primeiro casamento em 1408 com Branca da Cunha (1399 - a. 1 de Maio de 1436), senhora de Cascais, descendem os Castro, Condes de Monsanto; do seu segundo casamento entre 1419 e 1420 com Maria de Vasconcelos (c. 1403 - d. 6 de Abril de 1451), senhora de Soalhães, descendem os de Vasconcelos, Condes de Penela.

Com outra mulher desconhecida gerou:
- D. Pedro da Guerra (c. 1366 ou 1372 - 1406),[4] Rico-Homem do Reino de Portugal.[5] A 10 de Janeiro de 1407, D. João I de Portugal doou as terras de Seia, Santa Marinha, São Romão, Folhadal, Penalva, Folhadosa, Vila Cova e Valezim, com suas jurisdições, a D. Fernando da Guerra, seu meio sobrinho, que ora, em 1406, casou com Leonor Vasques Coutinho (c. 1378 - ?), sem geração, tal como as trouxera seu irmão inteiro mais velho D. Pedro da Guerra, das quais fora o 1.º Senhor, o qual viria ainda a ser Senhor de Povolide, Nespereira, Folgosela e Ribafeita a 30 de Março de 1407. O Arcebispo seu filho manda trasladar seu pai para o Convento Velho de São Domingos de Coimbra a 1 de Agosto de 1443, como refere o respectivo epitáfio. 
  - Teve um filho natural de Maria Anes: 
    - D. Fernando da Guerra (c. 1385 - Braga, 26 de Setembro de 1467)

  - Casou c. 1395 com Teresa Anes Andeiro (m. 8 de Abril de 1440), filha de João Fernandes Andeiro, 2.º Conde de Ourém, e de sua mulher Maior Fernandes de Moscoso,[6] da qual teve: 
    - D. Luís da Guerra (c. 1396 - Abrantes, 1458)
    - D. Inês da Guerra (c. 1400 - c. 1431), casada em 1425 com Álvaro Pires de Távora (c. 1390 - 1 de Novembro de 1474), do qual foi segunda mulher, com geração feminina, de quem descendem os Senhores de juro e herdade de Baião, os Senhores de juro e herdade de Algodres e os de Almeida, Condes de Abrantes.
- D. Fernando da Guerra, 1.º Senhor de Bragança (c. 1374 ou 1385 - d. 1410). A 10 de Janeiro de 1407, D. João I de Portugal doou as terras de Seia, Santa Marinha, São Romão, Folhadal, Penalva, Folhadosa, Vila Cova e Valezim, com suas jurisdições, a D. Fernando da Guerra, seu meio sobrinho, que ora, em 1406, casou com Leonor Vasques Coutinho (c. 1378 - ?), sem geração, tal como as trouxera seu irmão inteiro mais velho D. Pedro da Guerra, das quais fora o 1.º Senhor, o qual viria ainda a ser Senhor de Povolide, Nespereira, Folgosela e Ribafeita a 30 de Março de 1407.